# Клемент Адамс
Клемент Адамс (1519?-1587) енглески учитељ и писац, заслужан за уцртавање карте света Себастијана Кабота, негде после 1544.

## Биографија
Адамс је рођен у Букингтону, Ворикшир, око 1519. Школовао се на Итону, а након тога изабран на Кингс колеџу у Кембриџу. Дана 17. августа 1536, кадаљ је требало да буде изабран за сарадника у 1539. години. Узео је диплому основних студија 1540-1, и мастер студија 1544. године, а именован је за учитеља са титулом „млади дворски пратилаца Едварда VI“ у Гриничу 3. маја 1552, за плату од 10£ годишње. Умро је 9. јануара 1586-7, а сахрањен је у Гриничу.
Најранији помен Адамсаљ у штампаној литератури шеснаестог века је од стране његовог савременика, Ричарда Идена, оца енглеске географије. На страницама свог малр књиге и мање познате Decades сазнајемо да је Клемент Адамс био учитељ, а не путник. Да Адамсу дугујемо први писани извештај о најранијим енглеским односима са Русијом. Иден пише: 'Док сам ја раније (с. 252) поменуо како је Москва у наше време откривена од стране Мајстора Себастијана Кабота који је много пре овога чувао ту тајну у свом уму, немам потребу да овде описујемн тај пут, зато што је већ у великој мери описан на латинском језику од стране легендарног младића, Клемента Адамса, учитељ на двору како их је примио од господина Ричарда Канцелора.'
Случајна алузија на старог пилота мајора Себастијана Кабота има значај у вези са Адамсом. Кабот, као што је познато, направио је чувену мапу света, снимивши, између осталог, своја открића и свога оца, Џон Кабот, дуж обале „Њуфаундленда“(било Нова Шкотска или Њуфаундланд) 1497. године, датум током којих су открића била предмет многих расправа међу географима и антикварима. Савремена копија Каботове карте, откривена у Немачкој, чува се у Француској националној библиотеци, у књизи написаној од стране Натана Китреуса и први пут је објављена 1594. Чини се да је ту била и копија очувана у Оксфорду у том периоду; али како сазнајемо од Хаклута, 1584, да још једна копија урађена и исецкана од стране Адамса, и налази се у многим трговачким кућама Лондона.
Једини основ за претпоставку да је он био путник је удружење његовог имена са именом Ричарда Чанселор. Он засигурно није пратио Чанселора на његовом првом путовању у Русију 1553, јер је име сваке особе изнад чина обичног поморца који је пратио како сер Хју Вилоуби и Чанселорна путовању очувао нам је нам на својим страницама Хаклут (упореди издање 1589, ст. 266).
Иденов рад је наручен од стране Адамса по повратку Чанселора са његовог првог путовања у Русију 1554. Наслов гласи овако: „Nova Anglorum ad Moscovitas navigatio Hugone Willowbeio equite classis præfecto, et Richardo Cancelero nauarcho. Authore Clemente Adamo, Anglo.“ То је први пут штампао Хаклуит у својим колекцијама из 1589. Ово је праћено са преводом који гласи: „The newe Nauigation and discouerie of the kingdome of Moscouia, by the North east, in the yeere 1553; Enterprised by Sir Hugh Willoughbie, knight, and perfourmed by Richard Chanceler, Pilot maior of the voyage. Translated out of the former Latine into English“ вероватно од стране Хаклута лично. У наредна два издања Хаклуит изоставља Адамсов латински текст.